# Acaena leptacantha
Acaena leptacantha é uma espécie de rosácea do gênero Acaena, pertencente à família Rosaceae.